# Masakra w Dachau

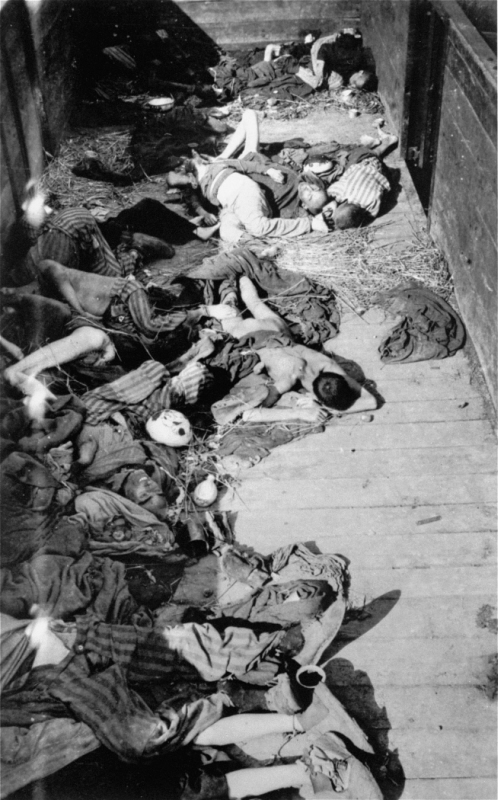
Widok, jaki ujrzeli amerykańscy żołnierze niedługo przed zajęciem obozu – wnętrze jednego z wagonów „pociągu śmierci”

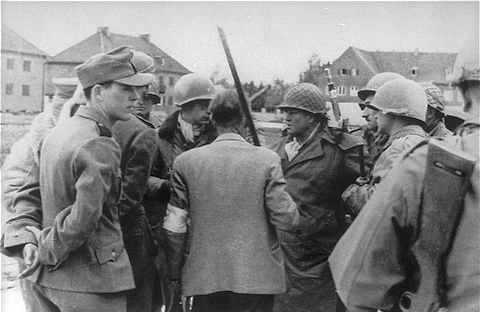
Negocjacje generała Lindena (w hełmie z siatką) z członkami załogi obozowej SS i reprezentantem więźniów, doktorem Victorem Maurerem (w marynarce z opaską na lewym ramieniu)

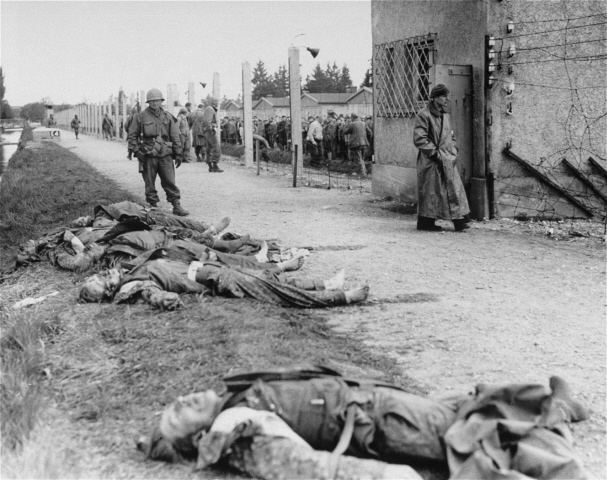
Zwłoki załogi wieży „B”

Masakra w Dachau – masowa egzekucja na strażnikach SS i członkach Waffen-SS w KL Dachau w dniu wyzwolenia obozu 29 kwietnia 1945 roku, dokonana przez amerykańskich żołnierzy i oswobodzonych więźniów. W jej wyniku wg różnych relacji zabito od kilkudziesięciu do nawet 560 SS-manów (członków załogi obozu i żołnierzy Waffen-SS).

## Przebieg zdarzeń
Według relacji pułkownika Howarda A. Buechnera, 29 kwietnia 1945 roku o godzinie 6:00 nowy komendant obozu SS-Untersturmführer Heinrich Wicker na porannym apelu wydał rozkaz o poddaniu obozu. Wicker, samozwańczy komendant Dachau, swoją funkcję pełnił zaledwie od poprzedniego dnia wieczorem, kiedy to właściwy komendant Martin Gottfried Weiss uciekł wraz z grupą swoich popleczników. W tym momencie pod rozkazami Wickera znajdowało się 560 esesmanów – w większości strażników obozowych oraz żołnierzy Waffen-SS z lazaretu znajdującego się na terenie obozu oraz przebywających tam karnie. Około godziny 10:55 wyszedł on naprzeciw oddziałom amerykańskim zbliżającym się do obozu i oficjalnie go poddał. Został jednak zastrzelony w niejasnych okolicznościach, prawdopodobnie przez jednego z oficerów amerykańskich – dowódcę kompanii „I” podporucznika Williama P. Walsha lub jednego z więźniów, któremu Walsh wręczył „peem” z propozycją egzekucji. Amerykańskim oddziałem, jaki tego dnia stanął u bram obozu, był 3. batalion ze 157. pułku piechoty 45. dywizji piechoty amerykańskiej 7. Armii pod dowództwem podpułkownika Felixa L. Sparksa. Wcześniej, przy drodze dojazdowej do obozu, Amerykanie natknęli się na stojący na bocznicy kolejowej pociąg ewakuacyjny z KL Buchenwald. W ponad 30 odkrytych wagonach znajdowało się około 5000 więźniów, z których większość była martwa, a 1300 w stanie agonalnym.
O 11:00, kilka minut po oficjalnej kapitulacji i śmierci Wickera, Amerykanie zajęli obóz. Odkryli w nim komorę gazową i dwa przyległe do niej pomieszczenia wypełnione po sufit ciałami zagazowanych więźniów. Mniej więcej pół godziny później, będąc pod wpływem tego, co zobaczyli w obozie i na bocznicy kolejowej, amerykańscy żołnierze zabili 122 wziętych do niewoli esesmanów; nie przeciwstawili się również samosądom, dokonywanym przez oswobodzonych więźniów na członkach załogi obozowej (zginęło w nich 40 SS-manów). Około godziny 12:00 zabójstwa zostały przerwane przez podpułkownika Sparksa – w rękach Amerykanów wciąż pozostawało 358 Niemców z obsługi obozu, głównie rannych z obozowego lazaretu. Kilka minut później od ognia ciężkiego karabinu maszynowego zginęło kolejnych 12 esesmanów – zastrzelił ich żołnierz amerykański, który był przekonany, że ma miejsce próba ucieczki. Po tym incydencie, o 12:25, do obozu przybył generał Henning Linden, który po krótkich negocjacjach z przedstawicielami SS-manów i więźniów (doktor Victor Maurer) na kilka godzin przywrócił porządek w obozie. Większość więźniów powróciło do baraków. Niedługo potem pomiędzy Lindenem a Sparksem doszło jednak do gwałtownej wymiany zdań, w wyniku której generał o 12:45 opuścił obóz. O 14:45 w obozie rozpoczęła się egzekucja pozostałych esesmanów, podczas której porucznik Jack Bushyhead osobiście rozstrzelał z ciężkiego karabinu maszynowego 346 niemieckich jeńców. O 18:00 do obozu przybyły dalsze oddziały amerykańskie (1. batalion 157. pułku piechoty), które ostatecznie przywróciły porządek.

## Kontrowersje
Masakra w Dachau, jest do dziś stosunkowo mało znanym epizodem ostatnich dni walk na froncie zachodnim II wojny światowej, budzącym wiele kontrowersji. Z relacji podpułkownika Sparksa z 1989 roku wynika, że w Dachau zginęło nie więcej niż 80 esesmanów, i to głównie od samosądów więźniów, i że jedyne ofiary żołnierzy amerykańskich to zabici przez wspomnianego szeregowca obsługującego ciężki karabin maszynowy za próbę rzekomej ucieczki oraz załoga wieży strażniczej „B” (17 osób), która otworzyła ogień z karabinów maszynowych do wkraczających Amerykanów. Z inicjatywy prokuratora wojskowego 7. Armii Stanów Zjednoczonych, w maju 1945 roku rozpoczęto śledztwo w sprawie wydarzeń w Dachau, które prowadził jego asystent, podpułkownik Joseph Whitaker. Jego szczegółowy raport Investigation of Alleged Mistreatment of German Guards at Dachau (znany również jako The IG Raport) z 8 czerwca 1945 roku wskazywał jednoznacznie żołnierzy amerykańskich jako winnych i odpowiedzialnych za masakrę. Zalecał on postawienie Sparksa przed sądem wojennym. Raport i jego ustalenia zostały jednak odrzucone przez generała George’a Pattona, a sam dokument został utajniony. Odnaleziono go w Archiwum Narodowym (NARA) i opublikowano dopiero w 1991 roku. Wcześniej, w 1986 roku masakrę opisał w swojej książce pod tytułem The Hour of the Avenger oficer medyczny 3. batalionu, pułkownik Howard A. Buechner. Pisząc o zamordowaniu 520 niemieckich członków obsługi obozu przez żołnierzy amerykańskich, nazywał ją złamaniem konwencji genewskiej, uważając, że esesmani od momentu oficjalnego przyjęcia przez dowódcę amerykańskiego kapitulacji obozu byli nią chronieni.
Wydarzenia te stały się również atrakcyjnym tematem dla powojennych rewizjonistów niemieckich. W 1964 roku były oficer SS Erich Kern opisał je w wydanej w Getyndze książce pod znamiennym tytułem Zbrodnie na narodzie niemieckim. Świadectwa alianckiego okrucieństwa 1939-1949 (org. Verbrechen am deutschen Volk. Dokumente alliierter Grausamkeiten 1939-1949).

## Ofiary
Według płk. Buechnera w sumie podczas masakry w Dachau 29 kwietnia z 560 członków SS:
- 122 Amerykanie zabili zaraz po wejściu do obozu,
- 40 zamordowali, głównie przy pomocy łopat i innych narzędzi, sami więźniowie przy biernej postawie Amerykanów,
- 12 zastrzelił żołnierz amerykański, mylnie interpretując ich zachowanie jako próbę ucieczki,
- 346 rozstrzelał porucznik Bushyhead,
- 30 zginęło w walce, stawiając opór (w tym strażnicy z wieży „B”),
- 10 (prawdopodobnie) zdołało uciec.

## Wpływy kulturowe
- Do masakry w Dachau nawiązuje fabuła amerykańskiego filmu z 2010 roku pod tytułem Wyspa tajemnic[7].
- Masakra w Dachau została przedstawiona w ostatnim odcinku miniserialu The Liberator(inne języki)